# Дуриан

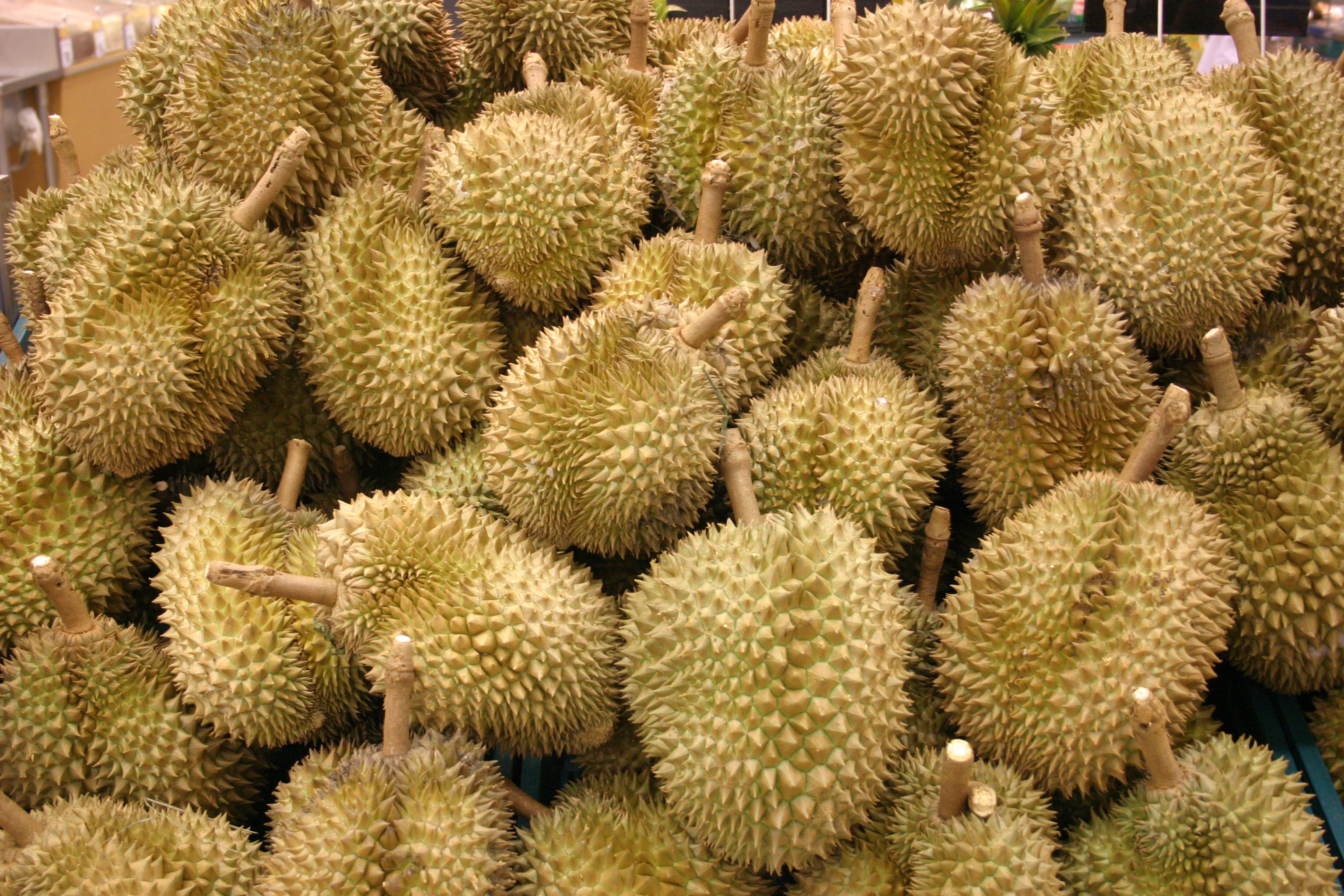
Урожай дуриана

Дуриа́н (лат. Durio) — род растений семейства мальвовые, включающий в себя около 30 видов, растущих в дождевых тропических лесах Юго-Восточной Азии. Дуриан — один из самых известных тропических фруктов, произрастающий в Индонезии и Малайзии.

## Биологическое описание[1]

Дурианы запрещено вносить в публичные помещения

Деревья дуриана — большие, слабо ветвящиеся, вечнозелёные с корнями-подпорками и простыми листьями.
Цветки крупные, белого или красного цвета, развиваются на стволах (каулифлория) или крупных ветвях (рамифлория), раскрываются к вечеру и опыляются летучими мышами и пчёлами.
Плоды дуриана имеют очень твёрдую оболочку и покрыты мощными колючками, защищающими содержимое недозрелого плода от животных. Раскрывается плод пятью створками, по краю которых расположены тёмные семена с мясистыми придатками — ариллусами.

#### Значение
1. Ботан. Плодовое дерево семейства мальвовых с листьями яйцевидной формы и цветками в зонтиковидных соцветиях, произрастающее в дождевых тропических лесах Юго-Восточной Азии (Durio). ◆ Плоды дуриана достигают в диаметре до 20 см и массы до 4 кг.
2. Употребляемый в пищу плод дуриана[1], покрытый мощными колючками и известный своим отвратительным запахом. ◆ По вкусу он напоминает сладкий густой крем, но имеет сильный специфический запах, из-за которого дуриан запрещено проносить в отели. Евгений Голомолзин, «Райское наслаждение», 2004 г. // «За рулём»

## Таксономия
Род дуриан включает 32 вида:
- Durio acutifolius (Mast.) Kosterm. — дуриан остроконечный
- Durio affinis Becc.
- Durio beccarianus Kosterm. & Soegeng
- Durio bruneiensis Kosterm.
- Durio bukitrayaensis Kosterm.
- Durio burmanicus Soegeng
- Durio carinatus Mast.
- Durio ceylanicus Gardner
- Durio crassipes Kosterm. & Soegeng
- Durio dulcis Becc.
- Durio exarillatus (Robyns) ined.
- Durio excelsus (Korth.) Bakh.
- Durio grandiflorus (Mast.) Kosterm. & Soegeng
- Durio graveolens Becc.
- Durio griffithii (Mast.) Bakh.
- Durio kinabaluensis Kosterm. & Soegeng
- Durio kutejensis (Hassk.) Becc. — дуриан кутейский
- Durio lanceolatus Mast.
- Durio lissocarpus Mast.
- Durio lowianus Scort. ex King
- Durio macrantha Kosterm.
- Durio macrolepis Kosterm.
- Durio macrophyllus (King) Ridl.
- Durio malaccensis Planch. ex Mast.
- Durio mansonii (Gamble) Bakh.
- Durio oblongus Mast.
- Durio oxleyanus Griff.
- Durio pinangianus (Becc.) Ridl.
- Durio purpureus Kosterm. & Soegeng
- Durio rosayroanus (Kosterm.) ined.
- Durio singaporensis Ridl.
- Durio testudinarius Becc.
- Durio wyatt-smithii Kosterm.
- Durio zibethinus L. — дуриан цибетиновый

## Вкус и запах
От окружающей среды плод дуриана защищён не только острыми колючками, но также ужасающим запахом. Местные жители описывают этот фрукт как: «Ад снаружи — рай внутри».
Мякоть дуриана имеет нежную консистенцию, а её вкус может напоминать одновременно орехи, сыр, заварной крем, сочетание банана, манго, ананаса и папайи, ваниль, смесь мороженого, лука, клубники и хурмы.
Въедливый запах дуриана может вызывать разнообразные ассоциации: запах тухлой рыбы, чеснока, яиц или лука, канализации, вонючих носков и пука. Запах можно сравнить с запахом этилмеркаптана.
Запах мякоти становится сильнее с течением времени, поэтому дуриан советуют пробовать только что разрезанным.

## Ограничения и техника безопасности
Плоды дуриана запрещено проносить в гостиницы, брать с собой на борт самолёта или в автобус. В некоторых странах Юго-Восточной Азии установлены также существенные штрафы для тех, кто пронесёт плод в закрытое помещение/транспорт. В случае с самолётом, датчики чистоты воздуха могут среагировать на сероорганические соединения, исходящие от фрукта (которые и являются причиной специфического запаха), вследствие чего пилот может принять решение об экстренной посадке. Пассажиру, пронесшему фрукт на борт самолёта, в дальнейшем помимо вероятных санкций со стороны закона также может быть предъявлен иск о возмещении убытков от авиакомпании.
Экспортируют дуриан в большинстве случаев в сухом или консервированном виде.
На плантациях, где выращивают дуриан, введены усиленные меры по защите работников: специальные сетки для «ловли» плодов, крепкие шлемы для головы, респираторы, спецкостюмы. Дело в том, что созревший дуриан должен упасть с ветки непременно сам, а учитывая немалый вес и крепкую шкурку с шипами, это представляет для людей серьёзную опасность травм.

## Использование и воздействие на организм человека
Диапазон применения дуриана чрезвычайно широк. Кроме классического потребления в свежем виде, фрукт используют для приготовления варенья, конфет и мороженого. Семена являются отличной приправой, а смесь мякоти дуриана и тыквы перерабатывают в специальную пасту, использующуюся в качестве пряности. Жареный дуриан подают в качестве гарнира к мясу или как самостоятельное блюдо. Консервированные ломтики необычного плода поставляют на экспорт. Многие туристы предпочитают дегустировать фрукт в так называемых дурианных буфетах, распространённых в странах Юго-Восточной Азии. Это особые уличные столовые, где официанты разделывают плод прямо на глазах посетителей.

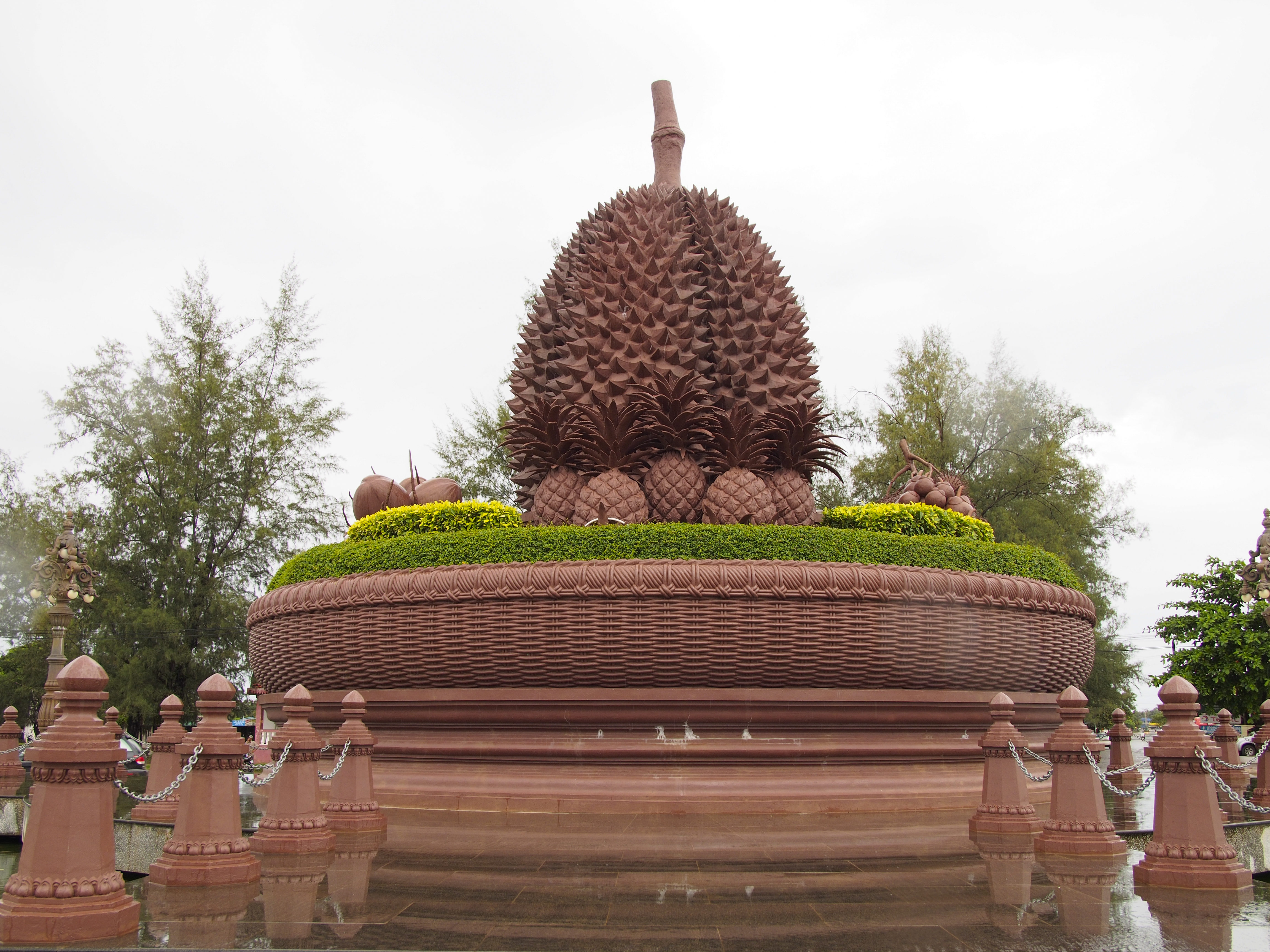
Скульптура дуриана в Кампоте, Камбоджа

|                        |  |
| Дуриан. Цветки и плоды |  |